# 東麥金托什 (北達科他州)
東麥金托什（英語：East McIntosh）是位於美國北達科他州麥金托什縣的一個未組織地區。

## 地方資料
東麥金托什的面積為932.53平方千米，當中陸地面積為900.21平方千米，而水域面積為32.32平方千米。根據2010年美國人口普查的數據，當地共有人口278人，而人口密度為每平方千米0.3人。